# Faca de trincheira

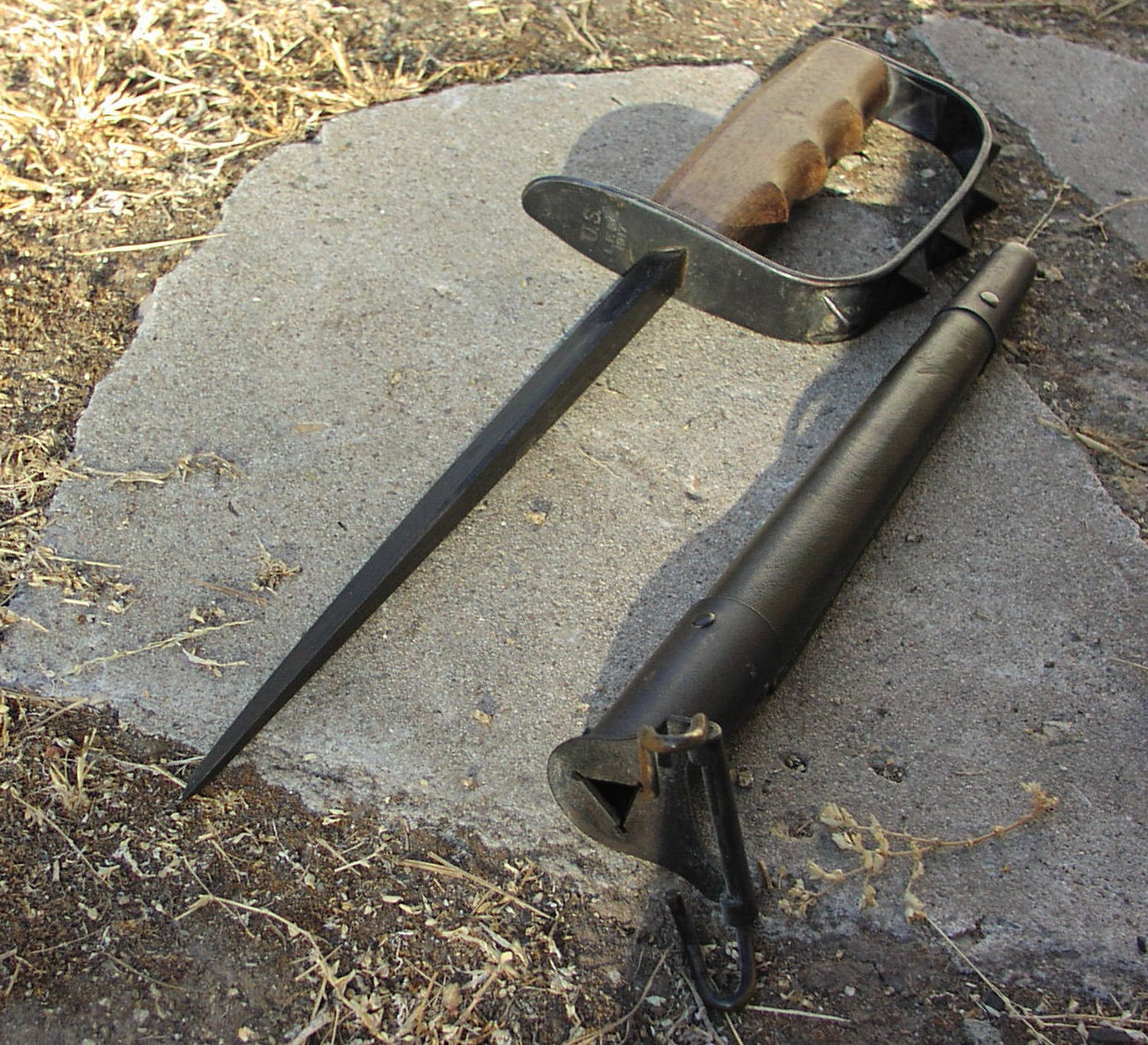
Uma faca de trincheira "knuckle-duster" U.S. M1917 da Primeira Guerra Mundial. Observar a lâmina triangular com a face plana voltada para a frente, tornando-a adequada apenas para esfaquear e não cortar.

Faca de trincheira é uma faca de combate projetada para matar ou incapacitar um inimigo próximo, como em uma trincheira ou outra área confinada. Foi desenvolvida como uma arma de combate corpo a corpo para soldados que atacavam as trincheiras inimigas durante a Primeira Guerra Mundial. Um exemplo de faca de trincheira da Primeira Guerra Mundial é a "Nahkampfmesser" ("faca de combate corpo a corpo") do Exército Alemão.
Durante a Segunda Guerra Mundial, a faca de trincheira, nessa época também chamada de "faca de combate", foi desenvolvida em novos designs. No lado alemão, a "Nahkampfmesser" e as facas associadas foram amplamente distribuídas para o soldado comum para fins de combate e utilidades, enquanto os exércitos aliados emitiam facas de trincheira para unidades de infantaria de elite e soldados não equipados com baioneta.

## Primeiras facas de trincheira
Com exceção da alemã "Nahkampfmesser" ou ("faca de combate próximo"), a maioria das primeiras facas de trincheira eram fabricadas manualmente por soldados ou ferreiros individuais com o propósito de matar sentinelas e outros soldados silenciosamente durante ataques de trincheira. Essas primeiras facas de trincheira costumavam ser encurtadas e afiadas como baionetas do Exército. Um tipo de arma de esfaqueamento, o "clou français" ("prego francês"), era feito cortando e apontando as estacas de aço usadas para apoiar o arame farpado que protegia as trincheiras. Alguns historiadores dizem que alguns modelos de facas de trincheira foram inspirados na faca Bowie.
Logo depois, essas facas de trincheira fabricadas foram usadas na guerra de trincheiras defensiva a curta distância, e tal luta logo revelou limitações nos designs existentes.
Uma forma mais elegante do "prego francês" foi a "Poignard-Baïonnette Lebel M1886/14". Aprovada como uma arma de infantaria militar padrão após seu desenvolvimento pelo Tenente Coronel Coutrot do Exército Francês, a Poignard-Baïonnette Lebel consistia em uma lâmina longa, pontiaguda, de perfil "estilete" com cabo de madeira e uma proteção integrada feita de aço. Originalmente uma conversão do francês "Épée-Baïonnette Modèle 1886" (baioneta) e projetado estritamente como uma arma ofensiva, o "Poignard-Baïonnette Lebel" usava uma seção da lâmina longa e estreita do tipo "estilete" do M1886 Lebel, projetada para matar rapidamente um soldado inimigo com um golpe profundo. Até três facas de trincheira poderiam ser construídas a partir de uma única baioneta Lebel M1886.

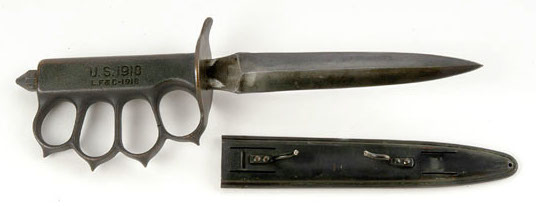
Uma faca de trincheira americana "M1918".

Como a indústria francesa estava trabalhando em condições de guerra com escassez de materiais, muitas vezes usando mão de obra subcontratada, mesmo as facas de trincheira oficialmente sancionadas do Exército francês tendem a variar significativamente de faca para faca. A necessidade de facas era tão grande que formações do Exército francês, já desprotegidas, foram forçadas a desmobilizar centenas de ex-trabalhadores da cutelaria para que pudessem retornar aos seus empregos anteriores e começar a produção em quantidade de facas de trincheira para as forças armadas. À medida que a guerra prosseguia, padrões de faca de trincheira do tipo lâmina mais novos e versáteis, como a adaga de dois gumes "Couteau Poignard Mle 1916 dit Le Vengeur", começaram a substituir o "clou français" ("prego francês") e as anteriores facas tipo "estilete". A liderança francesa no desenvolvimento de facas de trincheira foi seguida de perto pelos Estados Unidos, que introduziram três modelos sucessivos de facas de trincheira - a M1917, a M1918 e a Mark I (1918) - todos baseados direta ou indiretamente em designs franceses anteriores.